# Emoia kitcheneri
Emoia kitcheneri — вид сцинкоподібних ящірок родини сцинкових (Scincidae). Ендемік Індонезії.

## Поширення і екологія
Emoia kitcheneri є ендеміками острова Сумба в групі Малих Зондських островів. Вони живуть в сухих тропічних лісах та в садах.